# Clor
El clor és un element químic de nombre atòmic 17 situat en el grup dels halògens (grup 17) de la taula periòdica dels elements. El seu símbol és Cl. En els models moleculars és representat amb un cercle o una esfera de color verd ●, i també s'empra el símbol en verd Cl en fórmules estructurals, si es vol destacar. En condicions normals i en estat pur és un gas groc-verdós format per molècules diatòmiques Cl₂, unes 2,5 vegades més pesant que l'aire, d'olor desagradable i verinós. És un element abundant en la naturalesa i es tracta d'un element químic essencial per a moltes formes de vida. S'empra en el tractament de l'aigua potable com a bactericida, en el blanqueig de paper i teixits naturals, en datació hidrogeològica i en síntesi química.

## Història

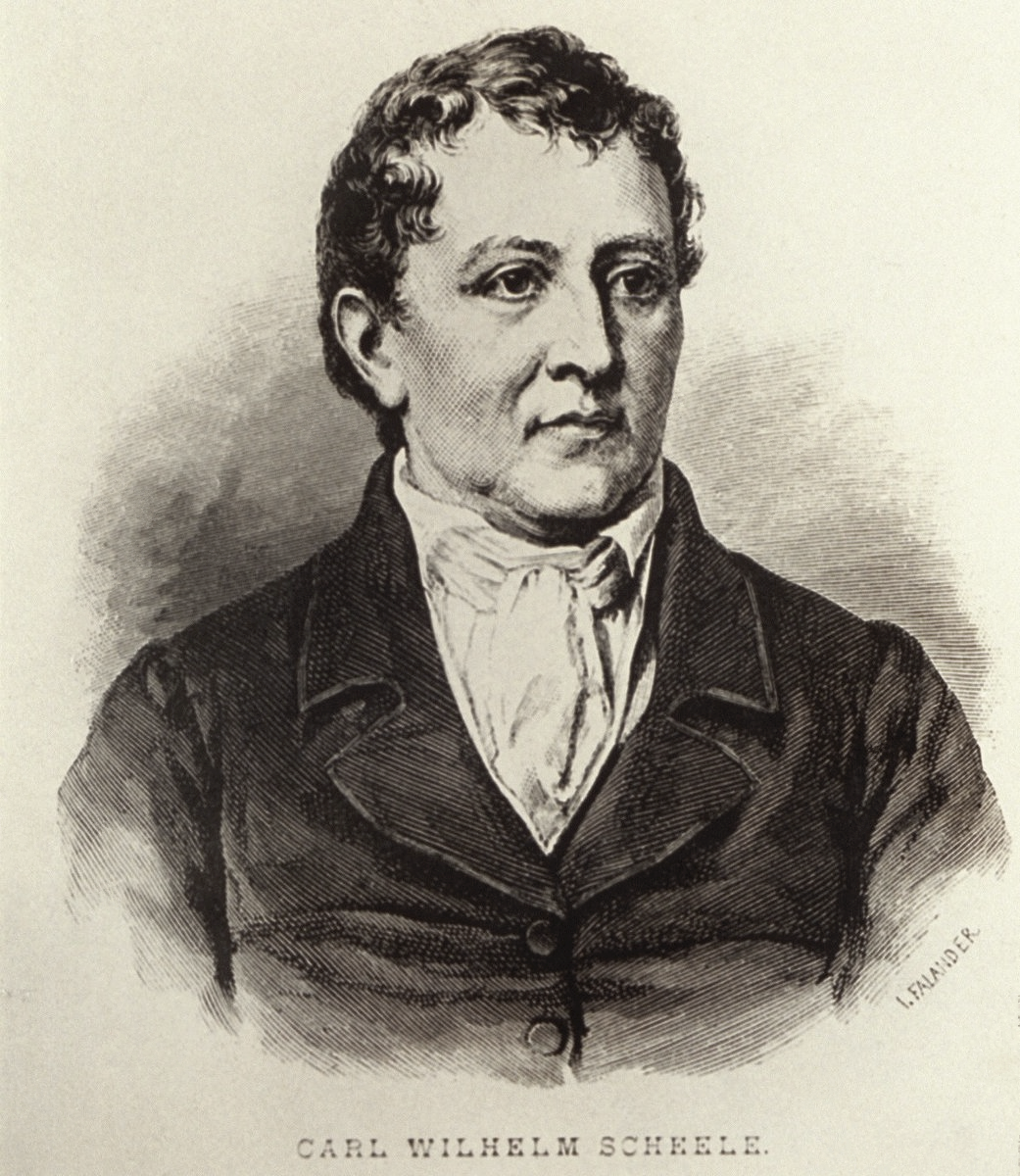
Carl Wilhelm Scheele.

L'àcid clorhídric era conegut pels alquimistes amb noms com acidum salis o spiritus salis, mentre que els primers químics l'anomenaven àcid muriàtic, un nom que es conservà en algunes indústries fins ben entrat el segle xx. El mateix element gasós, però, fou produït per primera vegada el 1774 pel químic suec Carl Wilhelm Scheele (1742-1786), de 32 anys, a Uppsala, Suècia, fent reaccionar àcid clorhídric amb un mineral en pols que coneixia com a brunsten (avui es coneix com a pirolusita i és diòxid de manganès natiu, MnO₂). Es produí un gas dens de color groc verdós que Scheele anotà que tenia una olor asfixiant i que es dissolia en aigua per donar una solució àcida. Scheele assenyalà que blanquejava el paper de tornassol i les fulles i les flors de les plantes. Atacà gairebé tots els metalls que estaven exposats al gas. La reacció és:
{\displaystyle {\ce {MnO2 + 4HCl -> MnCl2 + Cl2 + 2H2O}}}

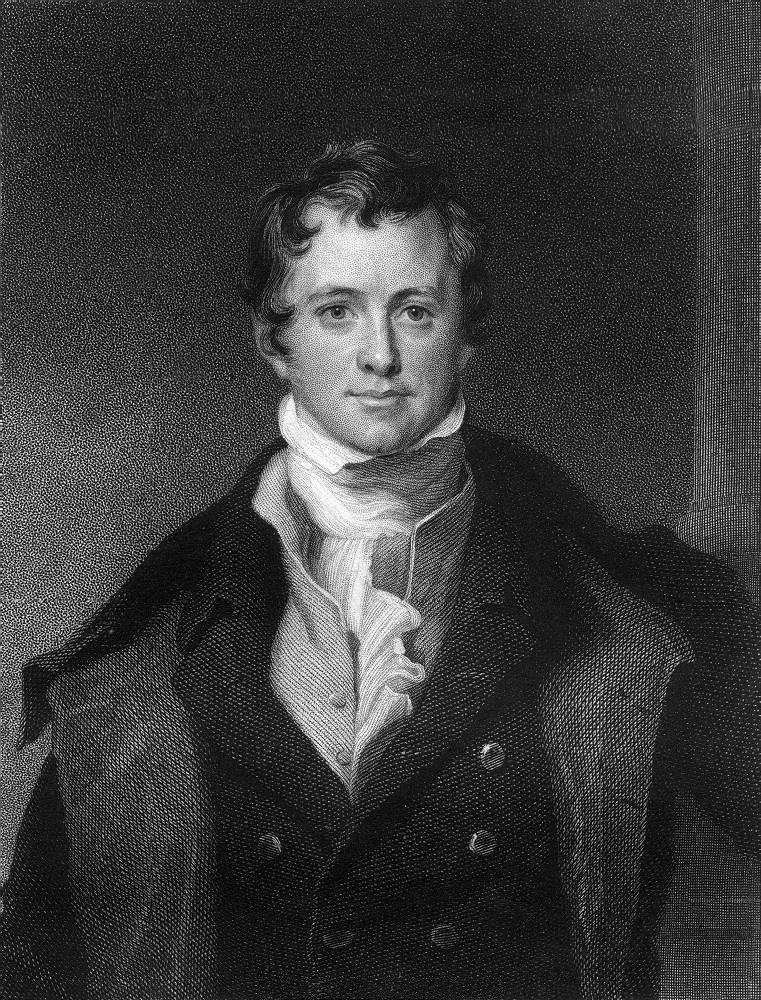
Humphry Davy.

Scheele suposà que contenia oxigen i l'anomenà «àcid muriàtic deflogisticat», i fou conegut amb aquest nom durant més de 30 anys, fins que el químic anglès Humphry Davy (1778-1829), de 29 anys, començà a investigar-lo el 1807 i finalment arribà a la conclusió que era un element químic. Anuncià aquesta conclusió a la Royal Society de Londres el novembre de 1810 i li donà el nom de «clor», del grec χλωρός, khlorós, ‘verd clar’, a causa del seu color. No obstant això, trigà deu anys més perquè tots els químics finalment acceptessin que era un element químic.
El blanqueig amb clor dissolt a l'aigua fou demostrat per primera vegada per James Watt (1736-1819) de Birmingham, Anglaterra, l'any 1786. Al cap d'uns anys aquest s'havia convertit en el mètode estàndard de blanquejar tant el lli com el cotó, que fins ara s'havien posat en tires als camps per ser blanquejat per la llum del sol, un procés que durava unes quantes setmanes i depenia del clima. Es millorà la solució de blanqueig dissollent el gas en una solució d'hidròxid de sodi per formar una solució d'hipoclorit de sodi (NaOCl), i aquest es convertí en el reactiu general utilitzat. Encara s'utilitza habitualment a les llars amb finalitats domèstiques de blanqueig i neteja. La indústria preferí utilitzar la pols blanquejant com a reactiu més convenient, sobretot perquè era més fàcil de transposar; això es va fer mitjançant l'absorció de clor sobre calç apagada, hidròxid de calci, Ca(OH)₂.

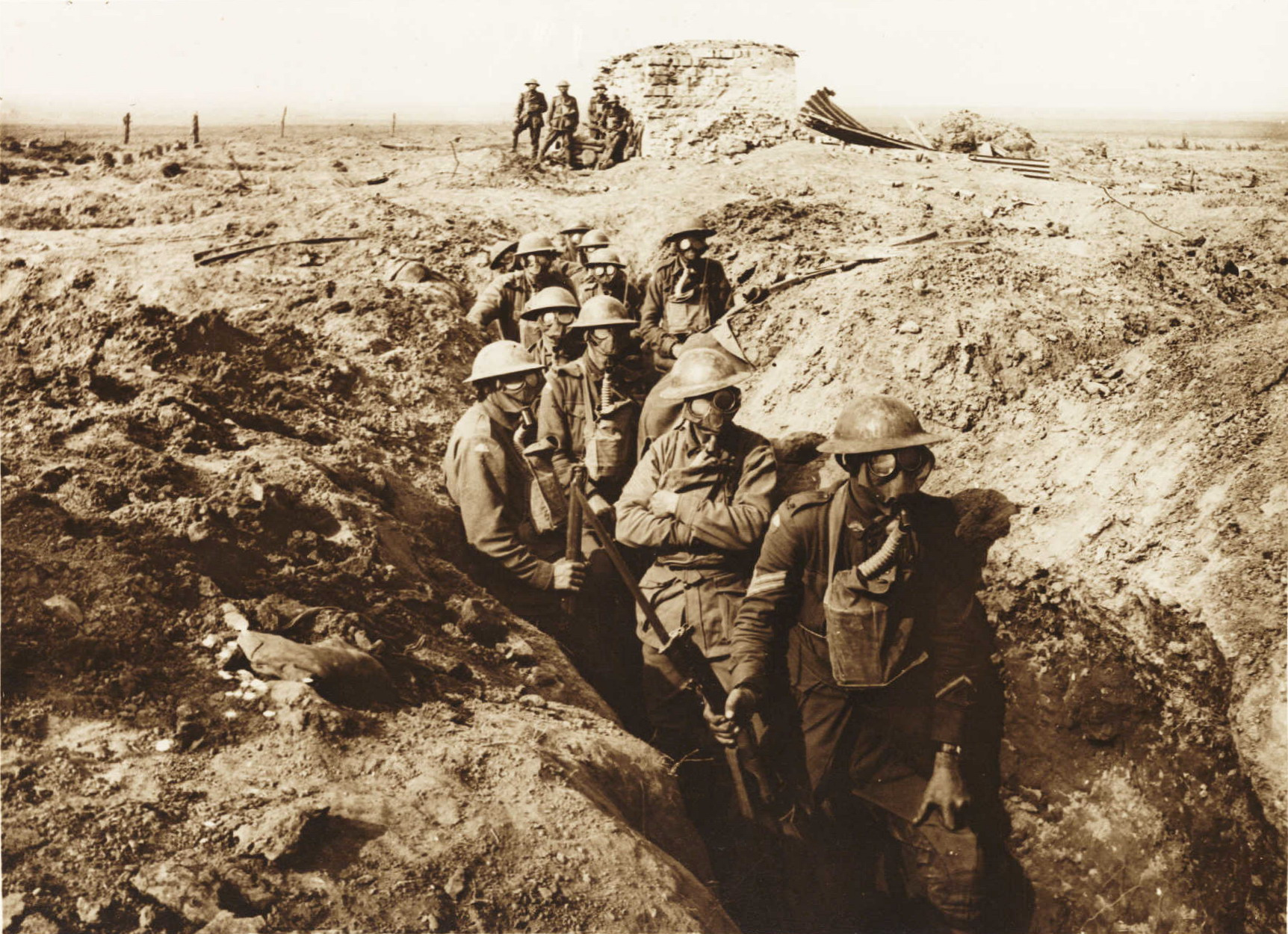
Tropes australianes amb caretes antigàs a Ieper el 1917.

Quasi tots els gasos tòxics emprats en la Primer Guerra Mundial (1914-1918) eren clor o composts de clor. El primer atac amb gasos fou llançat per l'exèrcit alemany en el sector d'Ieper, a Bèlgica, el 22 d'abril de 1915, deixant escampar-se una gran quantitat de clor amb vent favorable, que l'arrossegà en forma de boira densa a ran de terra fins a les trinxeres de les tropes aliades. Més endavant, el clor fou substituït per altres composts clorats (fosgen, gas mostassa...).

## Estat natural

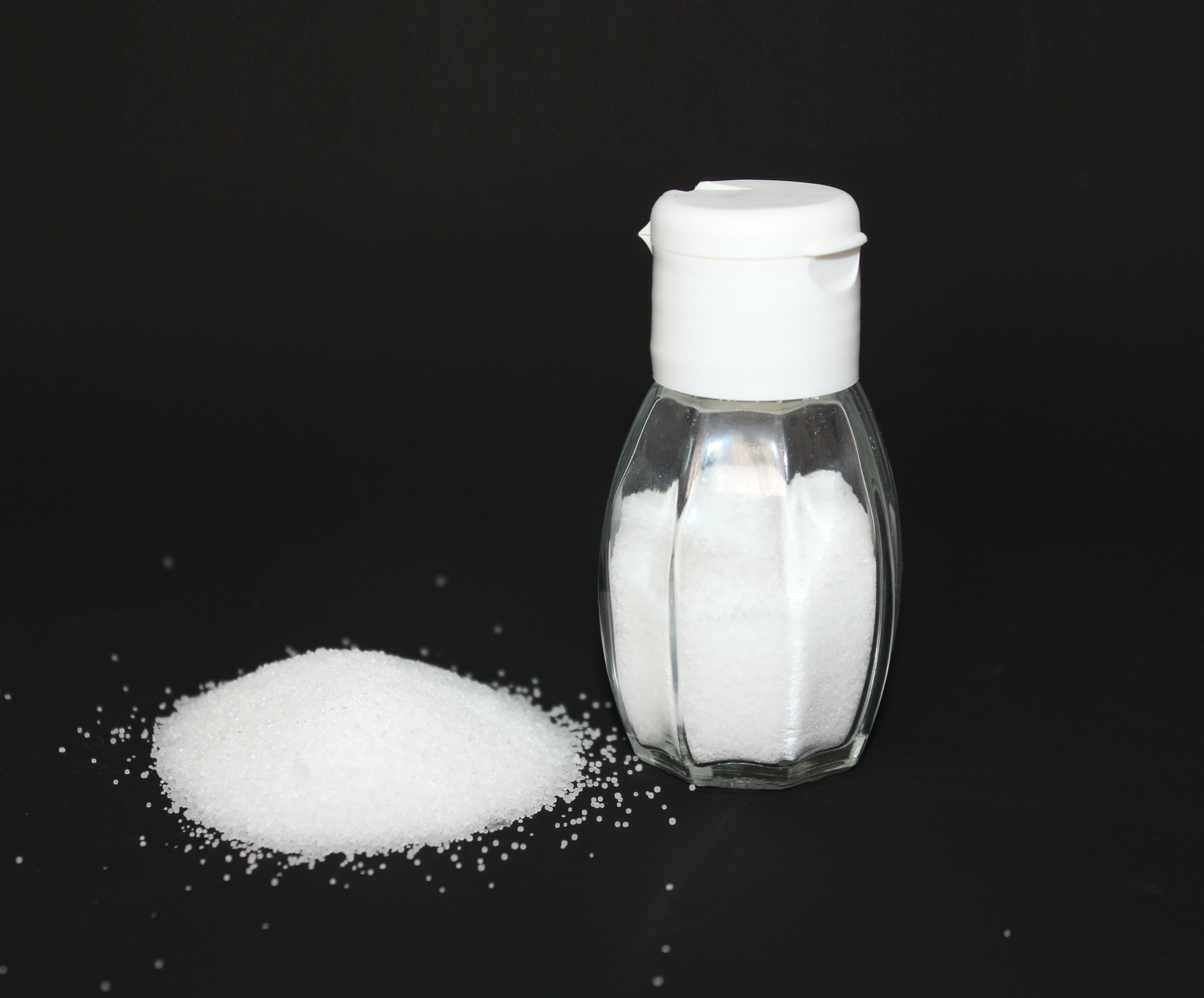
La sal de cuina és clorur de sodi, conté un 60,6 % de clor.

A l'escorça terrestre el clor és el vintè element en abundància, amb una concentració mitjana de 130 ppm. A l'aigua de la mar hi és present en una concentració del 1,8 % i al sòls la seva concentració és molt variable, entre 50 i 2 000 ppm. L'atmosfera té poc clor, excepte una petita contaminació deguda a la fuita de composts organoclorats i a les gotetes en suspensió de l'aigua de la mar.
És pràcticament impossible trobar el clor sense combinar amb altres elements, a causa de la seua alta reactivitat. S'han descrit 353 minerals que el contenen, essent els que en contenen en més d'un 60 %: cloromagnesita MgCl₂ (74,5 %), salammoniac NH4Cl (66,3 %), molisita FeCl₃ (66,6 %), hidrofilita CaCl₂ (63,9 %) i halita NaCl (60,6 %).

## Obtenció
El clor s'obté principalment (més del 95 % de la producció) per mitjà de l'electròlisi de clorur de sodi en dissolució aquosa (salmorra), denominat procés del clor-àlcali. La salmorra s'obté a partir de l'aigua de mar o de roca salina, mitjançant un procés de lixivació. Aquest producte ha de ser impurificat d'anions sulfat i de cations calci i magnesi. En el cas d'utilitzar el mètode de membrana, la salmorra no ha de tenir més de 2 ppm de catió calci. La reacció es realitza en cel·les electrolítiques formant clor gas, hidròxid de sodi i hidrogen:
{\displaystyle {\ce {NaCl + H2O -> NaOH + Cl2 + H2}}}

Esquema del procés clor-àlcali per electròlisi de membrana.

S'empren tres mètodes: electròlisi amb cel·la d'amalgama de mercuri, electròlisi amb cel·la de diafragma i electròlisi amb cel·la de membrana. En el mètode d'amalgama s'utilitza un càtode de mercuri líquid i un ànode de titani recobert per òxid de ruteni(IV) (RuO₂). El càtode és de mercuri perquè el catió sodi és explosiu al contacte amb l'aigua, cosa que s'evita dissolent-lo amb mercuri (una dissolució anomenada amalgama). Les semireaccions que es duen a terme són les següents:
- En el càtode es redueix el catió sodi i es forma l'amalgama: {\textstyle {\ce {Na+ / Hg + 1e- -> Na/Hg}}}

- En l'ànode s'oxida el clorur per formar clor gas: {\textstyle {\ce {2Cl- -> Cl2 + 2e-}}}

Un cop obtinguda l'amalgama, es redirigeix cap a un reactor on es fa reaccionar amb aigua, una reacció catalitzada per diòxid de níquel (Ni₂O₃): {\textstyle {\ce {Na/Hg + H2O -> NaOH + H2 + Hg}}}. El mercuri, en ser més dens, s'enfonsa i es redirigeix cap a la cel·la electrolítica per ser reutilitzat. L'hidròxid de sodi obtingut té una puresa del 50 %.

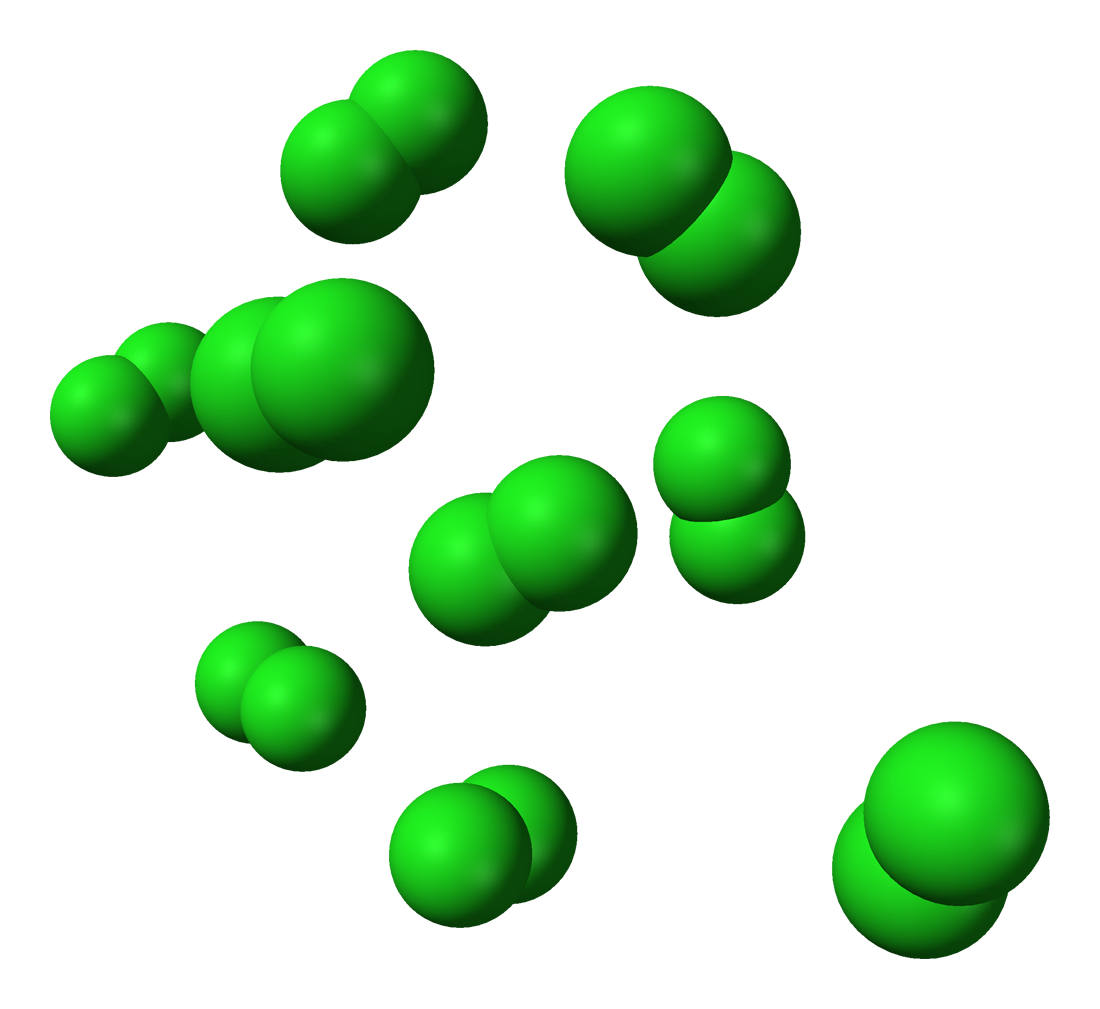
Molècules de clor. En els models de molècules els àtoms de clor són de color verd.

## Propietats

### Propietats físiques
El clor a temperatura ambient és un gas format per molècules diatòmiques de diclor (Cl₂), de color verd clar. El seu punt de fusió és de –101,5 °C i el seu punt d'ebullició –34,04 °C. Les seves molècules s'atreuen per forces intermoleculars de van der Waals del tipus dipol instantani-dipol induït (forces de dispersió de London), que són les més febles; per aquesta raó, malgrat la seva elevada massa molar (70,9 g/mol) és gas a temperatura ambient. La molècula Cl₂ té dos àtoms de clor enllaçats mitjançant enllaç covalent senzill o enllaç σ. La seva energia de dissociació a 25 °C val Do (Cl–Cl) = 242,85 kJ/mol, la més alta de tots els halògens: Do (F–F) = 158,67 kJ/mol, Do (Br–Br) = 193,86 kJ/mol i l Do (I–I)= 152,25 kJ/mol.
És soluble en aigua, a 10 °C un volum d'aigua dissol 3,10 volums de clor, a 30 °C només 1,77 volums. La constant de la llei de Henry a 25 °C és 0,0104 atm m³/mol. La seva densitat és 2,48 vegades la de l'aire, a causa de la seva alta massa molar.

### Propietats químiques
En la majoria dels nombrosos compostos que forma el clor presenta estat d'oxidació –1. També pot presentar els estats d'oxidació +1, +3, +5 i +7.

#### Reaccions directes
Es combina directament amb tots els elements químics, excepte amb el carboni, el nitrogen i l'oxigen, per la qual cosa no reacciona amb l'aire. Per aconseguir composts de clor amb aquests elements s'han de dur a terme reaccions indirectes. Amb els metalls, el clor és molt actiu. Reacciona ràpidament amb els metalls menys electronegatius (alcalins, alcalinoterris i alumini). Amb els metalls de transició, habitualment, es fa necessari escalfar. Amb l'estany, l'antimoni i el bismut, finament dividits, reacciona fàcilment, amb despreniment de calor. Les reaccions amb els metalls es veuen molt afavorides per la humitat, per la qual cosa si està molt sec, en alguns casos, es mostra inactiu. Per aquest motiu pot transportar-se dins recipients de ferro a pressió.

Geometria de la molècula de pentafluorur de clor.

Amb els elements més electronegatius, el clor dona composts volàtils, l'enllaç és covalent, amb existència de molècules. El fluor reacciona amb el clor que, si la temperatura és de 225 °C produeix monofluorur de clor i, en menor percentatge, trifluorur de clor. Si les condicions són més extremes, 350 °C i 225 atm, s'obté el pentafluorur de clor. Les reaccions són:
{\displaystyle {\ce {Cl2(g) + F2(g) -> 2ClF(g)}}}{\displaystyle {\ce {Cl2(g) + 3F2(g) -> 2ClF3(g)}}}{\displaystyle {\ce {Cl2(g) + 5 F2(g) -> 2ClF5 (g)}}}
El clor reacciona amb el brom per a produir el monoclorur de brom, una espècie inestable. I amb el iode dona el monoclorur de iode, també inestable:{\displaystyle {\ce {Cl2(g) + Br2(g) -> 2ClBr(g)}}}{\displaystyle {\ce {Cl2(g) + I2(g) -> 2ICl(s)}}}
Amb els elements menys electronegatius, el clor forma composts iònics, tridimensionals, amb punts de fusió i ebullició elevats.

#### Reaccions en medi aquós

Posició del clor 36 en un diagrama número de neutrons N vs. nombre atòmic Z

El potencial de reducció del clor és elevat ({\displaystyle {\ce {1/2Cl2\ +e->Cl^{-}\quad E^{0}=1\!,\!36\ V}}}), la qual cosa indica que és oxidant. En medi àcid i neutre, el clor és més oxidant que l'oxigen, que té els potencials de reducció inferiors:
{\displaystyle \mathrm {{\tfrac {1}{2}}O_{2}+2H^{+}(M=1)+2e\rightarrow H_{2}O\quad E^{0}=1\!,\!229\ V} }{\displaystyle \mathrm {{\tfrac {1}{2}}O_{2}+2H^{+}(M=10^{-7})+2e\rightarrow H_{2}O\quad E^{0}=0\!,\!815\ V} }
Per això, el clor reacciona amb l'aigua amb despreniment d'oxigen:
{\displaystyle \mathrm {Cl_{2}+H_{2}O\rightarrow 2Cl^{-}+2H^{+}+{\tfrac {1}{2}}O_{2}} }
El clor també és més oxidant que el brom i el iode. Així reacciona amb els bromurs per donar brom:
{\displaystyle \mathrm {{\tfrac {1}{2}}Cl_{2}+Br^{-}\rightarrow Cl^{-}+{\tfrac {1}{2}}Br_{2}} }
Dins l'aigua reacciona per donar hipoclorit, establint-se un equilibri químic que depèn del pH:
{\displaystyle {\ce {Cl2(g) + H2O(l) <=> OCl^{-}(aq) + 2H+(aq) + Cl^{-}(aq)}}}El clor reacciona amb les bases en dissolució per a donar l'anió clorat:
{\displaystyle {\ce {3Cl2(g) + 6OH^{-}(aq) -> ClO3^{-}(aq) + 5Cl^{-}(aq) + 3 H2O}}}

## Isòtops
El clor té vint-i-quatre isòtops amb nombres màssics des del 28 al 51. Només tres d'aquests es troben a la natura: el 35Cl, estable i amb una abundància del 75,77%; el 37Cl, també estable i amb una abundància del 24,23%; i l'isòtop radioactiu 36Cl. La relació de 36Cl amb el Cl estable en l'ambient és d'aproximadament 0,70 × 10–12:1. El 36Cl es produeix en l'atmosfera a partir del 36Ar per interaccions amb protons de rajos còsmics. En el subsòl es genera 36Cl principalment per mitjà de processos de captura de neutrons del 35Cl, o per captura de muons del 40Ca. El 36Cl es desintegra a 36S i a 36Ar, amb un període de semidesintegració combinat de 308 000 anys.

## Aplicacions

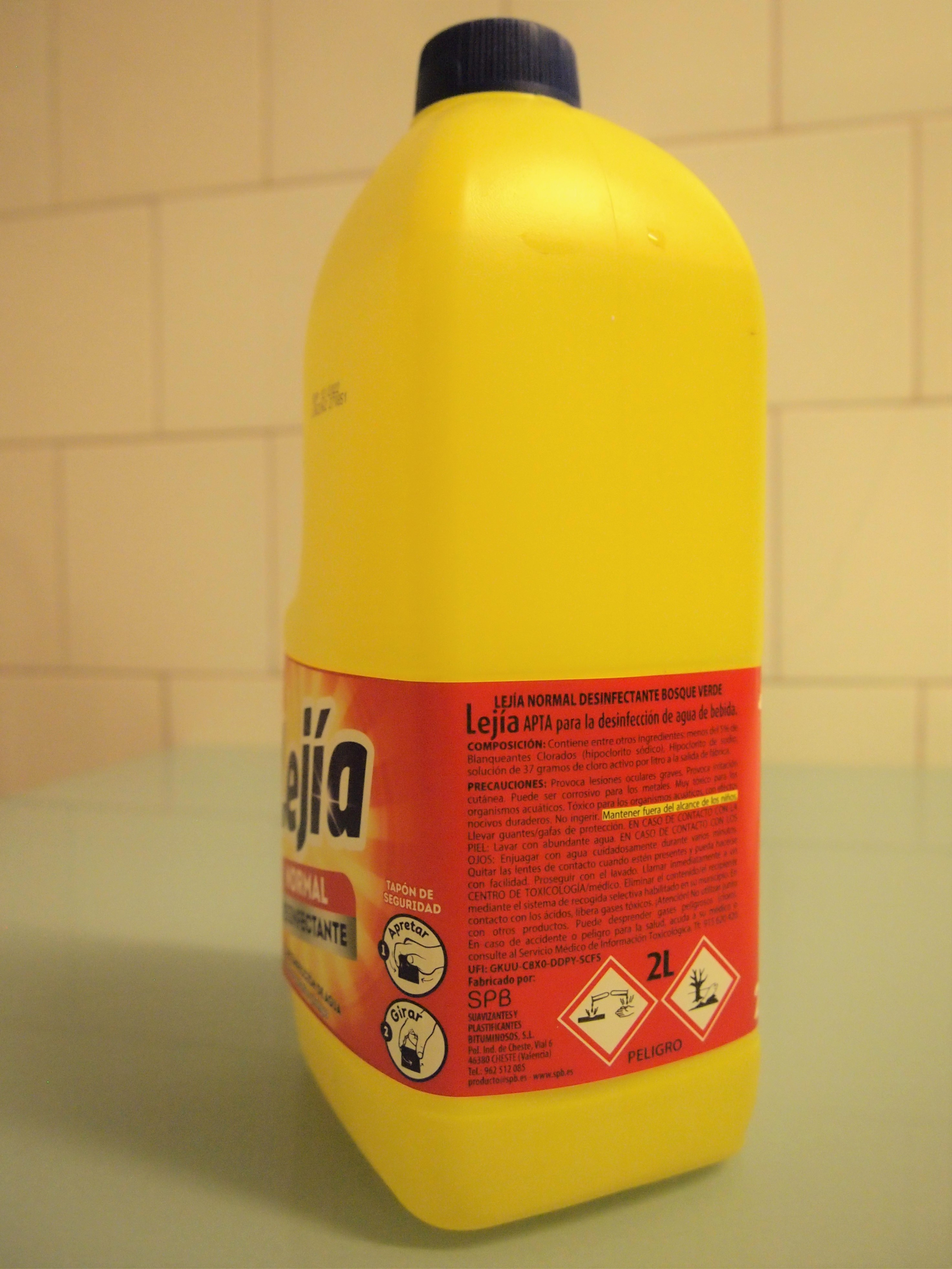
Envàs de lleixiu.

El clor s'empra principalment en la potabilització d'aigües, com a blanquejant en la producció de paper i en la preparació de diferents compostos clorats.

### Tractament d'aigua potable
Un procés de potabilització àmpliament utilitzat és la cloració, ja que el clor és un bactericida, per tal com es combina amb els grups α-amínics de les proteïnes. Habitualment s'empra àcid hipoclorós, component principal del lleixiu', que es produeix dissolent clor en aigua i regulant el pH.

### Blanqueig
El clor s'usa com a descolorant i en el blanqueig de teixits i de la polpa de paper durant la seva producció, encara que tendeix a ser substituït per clorur de dioxigen O₂Cl.

### Indústria química

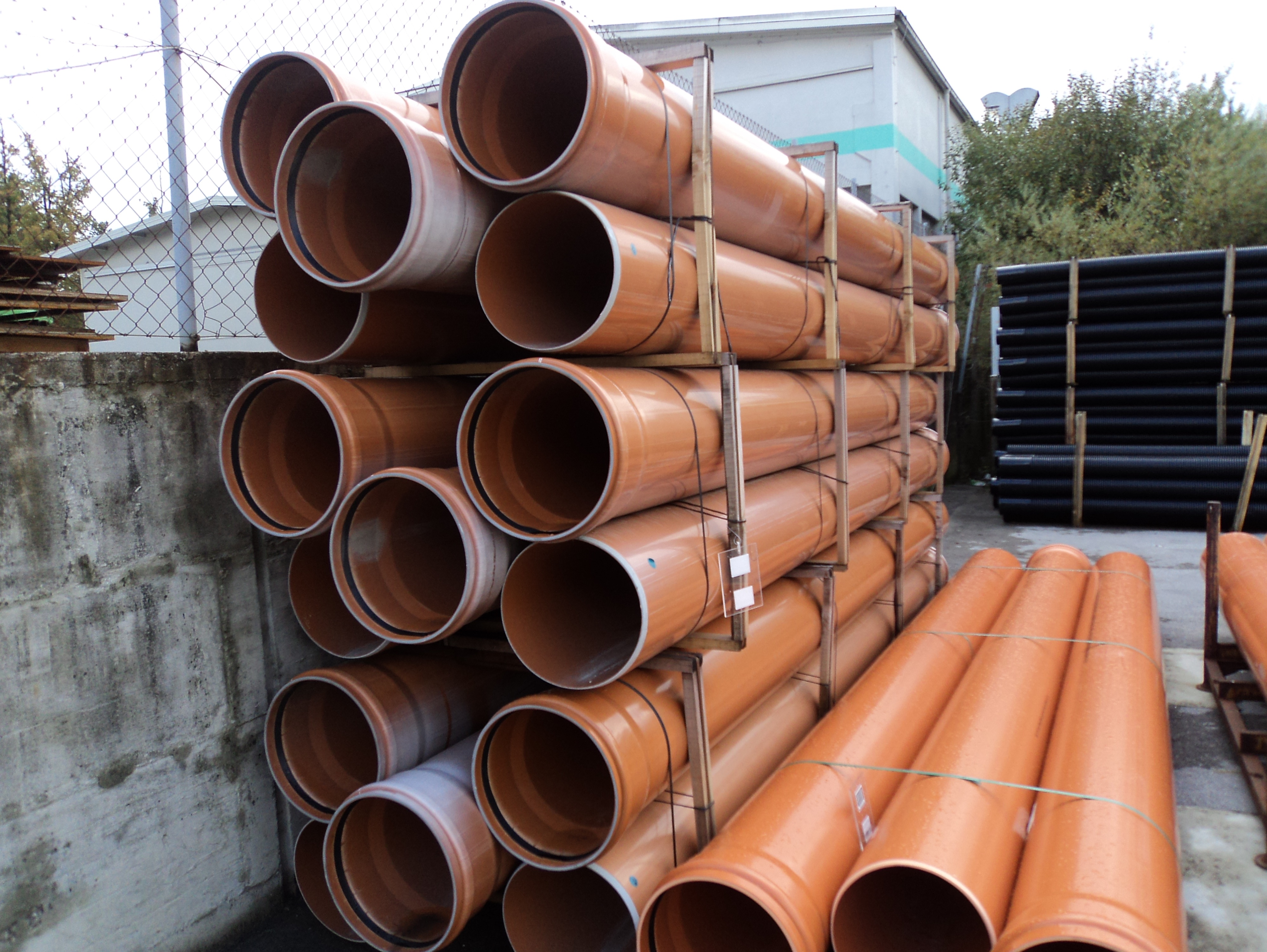
Tubs de PVC.

La indústria química en consumeix una proporció com més va més important per a l’obtenció de productes acabats, d’utilització immediata, o per a fabricar composts intermediaris, indispensables per a fer la síntesi de productes de gran consum: clorur de vinil o cloroetilè CH₂CHCl, compost orgànic que s'empra principalment en la síntesi del policlorur de vinil, conegut com a PVC; clorur d'hidrogen HCl, que dissolt en aigua es coneix com àcid clorhídric i és d'ús comú als laboratoris químics, a la indústria i com a producte de neteja (salfumant); tetraclorur de carboni CCl4, dissolvent líquid d’extintors; diclorur de disofre S₂Cl₂, agent de cloruració, usat en la vulcanització del cautxú; triclorometà o cloroform CHCl₃, dissolvent i anestèsic general; clorometà CH₃Cl, refrigerant, anestèsic local; diclorodifluorometà CCl₂F₂, líquid refrigerant; cloroetà C₂H5Cl, per a la fabricació del plom tetraetil, Pb(C₂H5)4; 1,1,2,2-tetracloroetà CHCl₂-CHCl₂, dissolvent de gran utilització; DDT o 1,1,1-tricloro-2,2-bis(4-clorofenil), (ClC6H4)₂CHCl₃, insecticida molt usat durant el segle xx i actualment d'ús restringit; clorobenzè C6H5Cl, que permet la fabricació del fenol; etc.

Alguns clorurs metàl·lics s'empren com catalitzadors, com ara el clorur de ferro(II) FeCl₂, el clorur de ferro(III) FeCl₃ o el clorur d'alumini AlCl₃. El clorit de sodi NaClO₂ s'empra per a produir clorur de dioxigen O₂Cl el qual s'usa com a desinfectant. El clorat de sodi NaClO₃, també es pot emprar per a produir clorur de dioxigen, en el blanqueig de paper, així com per a obtenir perclorats. L'àcid perclòric HClO4 és un àcid oxidant i s'empra en la indústria d'explosius. El perclorat de sodi NaClO4 s'empra com a oxidant i en la indústria tèxtil i paperera.

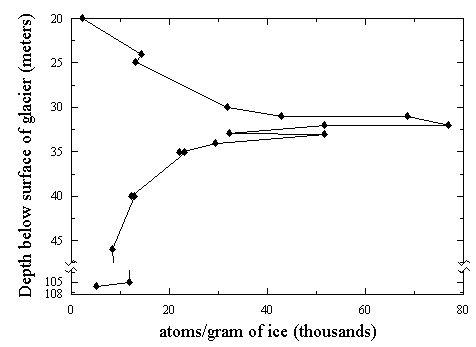
Senyal d'isòtop clor 36 al gel de la glacera Upper Fremont a Wyoming. Es creu que es deu a la producció d'aquest isòtop per proves atmosfèriques d'armes nuclears a l'oceà.

### Datació
El període de semidesintegració del clor 36 el fa útil per a la datació geològica en el rang de 60 000 a 1 milió d'anys. A més, es van produir grans quantitats de 36Cl per la irradiació d'aigua de mar durant les detonacions atmosfèriques d'armes nuclears entre 1952 i 1958. El temps de residència del 36Cl en l'atmosfera és d'aproximadament una setmana. Així, és un marcador per a les aigües superficials i subterrànies dels anys 1950, i també és útil per a la datació d'aigües que tinguen menys de 50 anys. El 36Cl s'ha emprat en altres àrees de les ciències geològiques, incloent la datació de gel i sediments.

## Medi ambient
Compostos de clor com els clorofluorocarburs (CFCs) contribueixen a la destrucció de la capa d'ozó i són gasos amb efecte d'hivernacle. Molts compostos organoclorats presenten problemes ambientals a causa de la seua toxicitat, per exemple els pesticides DDT, lindà, heptaclor, clordà, mirex, toxafè, els bifenils policlorats (PCBs), o les dioxines.
Pictogrames de perill del GHS pel clor

Oxidant.
Gas comprimit.
Tòxic.
Perillós pel medi ambient.

## Toxicitat

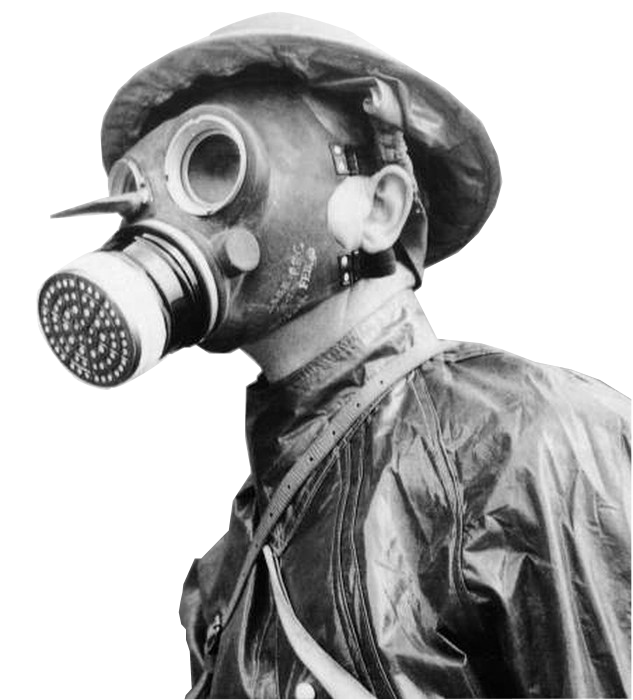
Soldat amb careta antigàs durant la Primera Guerra Mundial.

El clor té una olor pungent sufocant i el gas irrita els ulls i provoca llàgrimes. L'exposició al clor pot ser oral, per inhalació, per via cutània i ocular. Pot causar irritació i cremades a l'ull. L'exposició a la pell pot causar irritació, dolor, eritema, bombolles i cremades. El contacte amb clor líquid pot cremar la pell i els ulls. Inicialment, es produeix irritació als ulls, al nas i a la gola, seguida de tos i sibilàncies, dispnea, producció d'esput, i dolor al pit. Exposicions més grans poden causar acidosi hiperclorèmica, anòxia i fins i tot arribar a un atur cardíac o respiratori. Pot seguir una pneumonitis química. Els efectes de l'exposició crònica al clor entre treballadors d'una fàbrica de pasta de paper mostraren símptomes respiratoris persistents. S'han observat obstrucció bronquial i hiperreactivitat bronquial. També s'han detectat casos ocasionals d'asma precipitat per exposició a aigua clorada. En una sèrie d'experiments in vitro en un sistema de cultiu de limfòcits humans, es trobà que concentracions de clor entre 2 i 20 vegades més altes del normalment trobades a l'aigua potable induïren fractures cromàtiques i cromosòmiques, translocacions, cromosomes dicèntrics i espais.
Es pot detectar en l'aire pel seu olor a partir de 3,5 ppm, essent mortal a partir d'uns 1 000 ppm. S'usà com a arma química en la Primera Guerra Mundial.
Es poden produir fums tòxics quan es mescla hipoclorit de sodi amb urea, amoníac o algun altre producte de neteja. Aquests fums consisteixen en una mescla de clor i clorur de nitrogen; per tant, aquestes combinacions haurien de ser evitades.